# 奧奈達卡斯爾 (紐約州)
奧奈達卡斯爾（英語：Oneida Castle）是位於美國紐約州奧奈達縣的村。

## 人口
根據2020年美國人口普查的數據，奧奈達卡斯爾的面積為1.31平方千米，皆為陸地。當地共有人口586人，而人口密度為每平方千米447人。